# Polaben

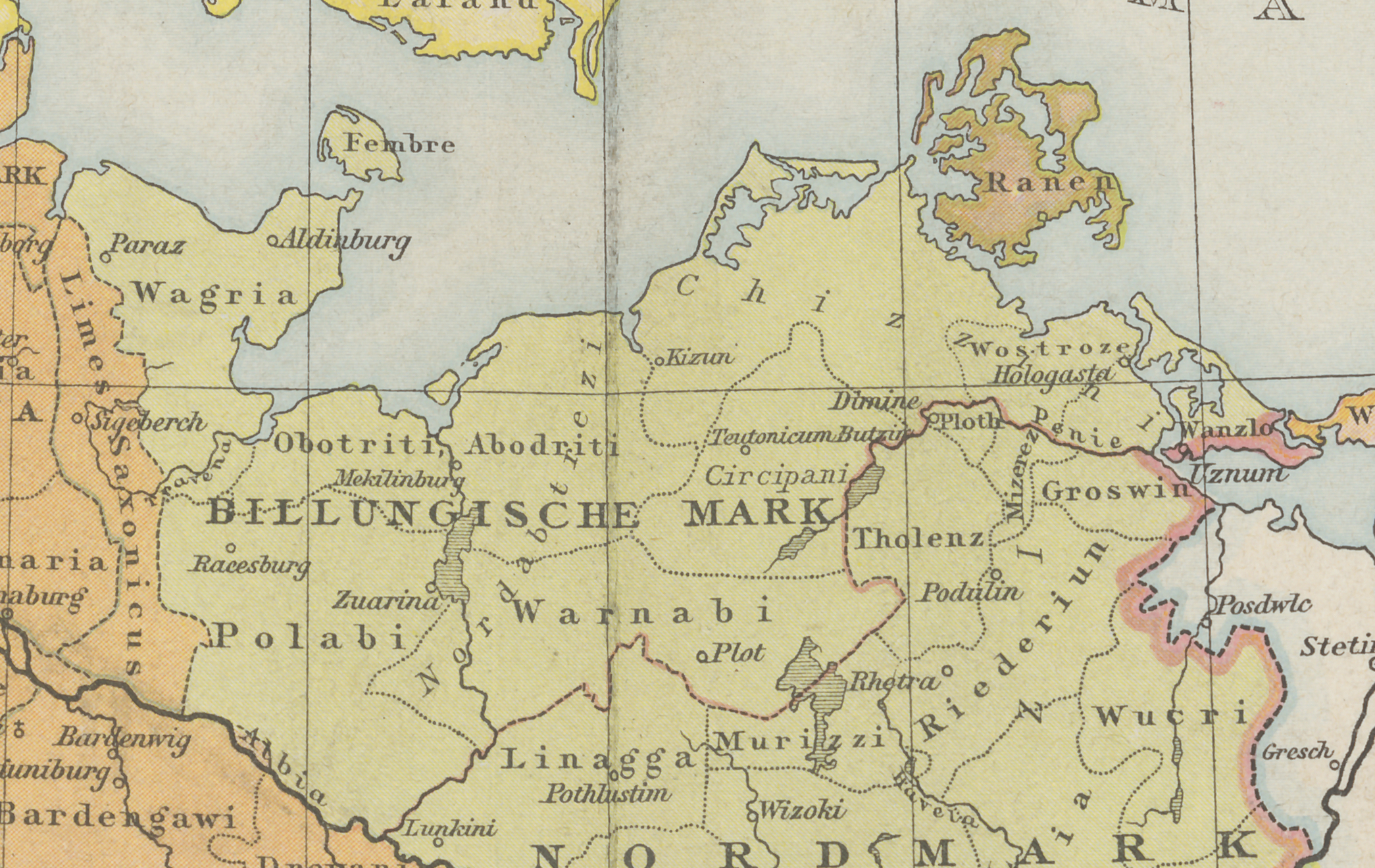
Stammesgebiet der Polaben Polabi um das Jahr 1000

Die Polaben waren ein westslawischer Stamm im nördlichen Deutschland im 11. und 12. Jahrhundert.
Sie waren Teil des Verbandes der Abodriten.
Bis ins 18. Jahrhundert lebten slawischsprachige Dravänopolaben im Wendland östlich von Lüneburg.
Von ihrer Sprache sind einige Wörter überliefert.

## Name
Der Name wurde aus slawisch po (an, bei) und Labe (Elbe) gebildet. Solche Namen waren auch die der Pomoranen oder Posavina.

## Siedlungsgebiet
Das Siedlungsgebiet der Polaben erstreckte sich zwischen der Trave und Elbe sowie entlang der Jeetzel.
Heute entspricht das Gebiet ungefähr den Landkreisen Herzogtum Lauenburg (Schleswig-Holstein), Lüchow-Dannenberg (Niedersachsen), Nordwestmecklenburg und Ludwigslust (Mecklenburg) sowie Teilen des Altmarkkreises Salzwedel (Sachsen-Anhalt) und des Landkreises Prignitz (Brandenburg).
Die Hauptburg der Polaben lag wahrscheinlich zunächst in Hammer, später in Ratzeburg.

## Geschichte

### Mittelalter
Ab ungefähr 700 kamen slawische Siedler in die damals wohl weitgehend unbewohnte Region.
1043 war der polabische Fürst Ratibor Samtherrscher des Verbandes der Abodriten. Ab 1093 wurden die Polaben als Teilstamm der Abodriten erwähnt unter den Fürsten Heinrich und Pribislaw.
1142 gab der sächsische Herzog Heinrich der Löwe den Gau Polabi und die neugeschaffene Grafschaft Ratzeburg als Lehen an seinen Gefolgsmann Heinrich von Badewide. Dessen Nachkommen regierten bis 1199 als Grafen von Ratzeburg.
Die östlichen Teile des polabischen Siedlungsgebiets blieben unter der Herrschaft der abodritischen und mecklenburgischen Fürsten.

### Frühe Neuzeit
Die polabische Sprache ist bis ins 18. Jahrhundert nachweisbar, zuletzt im Hannoverschen Wendland. Dort assimilierten sich die Polaben sprachlich den Niedersachsen, was zum Aussterben der polabischen Sprache führte.

## Relikte
Bis heute finden sich Relikte der niedersächsischen Polaben. Hierzu zählen eine Vielzahl von geografischen Bezeichnungen wie Wustrow, Drawehn oder Lüchow auch die vielen Rundlingsdörfer in der Region.

### Ortsnamen
- Bergen polab.: Djörska[1]
- Clenze: Kloncka[1]
- Hitzacker: Ljauci[1]
- Lüchow: Ljauchüw[1]
- Wustrow: Wôstrüw[1]
- Dannenberg: Wajdars[1]